# Rusłan Mirzalijew
Rusłan Maarifowycz Mirzalijew (ukr. Руслан Мааріфович Мірзалієв, ur. 22 lipca 1977) – ukraiński judoka. Olimpijczyk z Sydney 2000, gdzie odpadł w eliminacjach w wadze ekstralekkiej.
Startował w Pucharze Świata w latach 1995-2001. Wicemistrz Europy w 1998; siódmy w 2001 roku.

## Letnie Igrzyska Olimpijskie 2000
| Konkurencja | Eliminacje             | Klas. końcowa |
| Konkurencja | Przeciwnik I           | Miejsce       |
| ----------- | ---------------------- | ------------- |
| 60 kg       | Cédric Taymans (BEL) P | I runda       |